# Sankt Johannes Sogn (Før)
 For alternative betydninger, se Sankt Johannes Sogn. (Se også artikler, som begynder med Sankt Johannes Sogn)
Sankt Johannes Sogn eller Niblum Sogn er et sogn på øen Før i Sydslesvig, tidligere strakte sig sognet over både Østerland-Før (Tønder Amt) og Vesterland-Før (Kongeriske enklave under Ribe Amt), nu i kommunerne Alkersum, Borgsum, Midlum, Niblum, Vitsum og Øvenum i Nordfrislands Kreds. 
I Sankt Johannes Sogn findes flg. stednavne:
- Alkersum (nordfrisisk Aalkersem)
- Borgsum (nordfrisisk Borigsem)
- Goting (nordfrisisk Guating)
- Midlum (nordfrisisk Madlem)
- Niblum (tysk Nieblum, nordfrisisk Njiblem)
- Vitsum (tysk Witsum, frisisk Wiisem)
- Øvenum (tysk Oevenum, nordfrisisk Ööwnem)